# ایستلینگ
ایستلینگ (به انگلیسی: Eastling) یک روستا و محله مدنی در بریتانیا است که در Swale واقع شده‌است. ایستلینگ ۳۶۵ نفر جمعیت دارد.